# كين مارتن
كين مارتن (بالإنجليزية: Ken Martin)‏ هو منافس ألعاب قوى أمريكي، ولد في 10 سبتمبر 1958.